# Neuvy-Grandchamp
Neuvy-Grandchamp település Franciaországban, Saône-et-Loire megyében. Lakosainak száma 752 fő (2022. január 1.). Neuvy-Grandchamp Chalmoux, La Chapelle-au-Mans, Curdin, Grury, Les Guerreaux, La Motte-Saint-Jean, Perrigny-sur-Loire és Rigny-sur-Arroux községekkel határos.

## Népesség
A település népességének változása:
| Lakosok száma | 768  | 767  | 794  | 762  | 758  | 754  | 750  | 749  | 752  |
|               | 2013 | 2015 | 2016 | 2017 | 2018 | 2019 | 2020 | 2021 | 2022 |